# Mckelveyite-(Y)
La mckelveyite-(Y) è un minerale appartenente al gruppo omonimo.